# Martelia tanganyicensis
Martelia tanganyicensis é uma espécie de gastrópode  da família Thiaridae.
Pode ser encontrada nos seguintes países: República Democrática do Congo e Tanzânia.